# Землянський Валентин Олександрович
Валенти́н Олекса́ндрович Земля́нський (* 18 лютого 1930) — співак, колишній соліст-вокаліст Донецького державного академічного театру опери та балету, народний артист України.

## Кар'єра
1948 року вступив до Сталінського музичного училища. 1957 року закінчив Київську консерваторію, після чого став солістом Донецької обласної філармонії. З 1961 по 2004 роки працював у Донецькому державному академічному театрі опери та балету.